# Saluvios

El territorio de los Saluvios (Salyes).

Los saluvios o salii (en griego antiguo: Σάλυες, "Salyes"; latino: Salluvĭi o Saluvĭi) fueron una tribu celtoligur que ocupaba la llanura del río Durance en la actual Francia meridional.
Se presume que habitaban las zonas entre Ventimiglia y Marsella. Su capital era el oppidum de Entremont, en el cruce entre la ruta interior, desde los vados del Durance a los pasos alpino y la vía hacia la costa.  Además de su capital, su territorio incluía las ciudades de Tarusco o Tarasco (Tarascon), Arelate (Arlés), Glanum (Saint-Rémy-de-Provence) y Ernaginum (Saint-Gabriel, hoy parte de Tarascon).
Fueron el primer pueblo de la Galia sometido por los romanos, iniciando la conquista de la Provenza.

## Historia
La zona entre el Ródano y el Durance con su oppida estaba habitada por ligures antes de la fundación de Marsella, aunque no consta una unidad política. Según Estrabón los antiguos griegos llamaban a ese pueblo Ligyes y a su territorio Ligystike.  
Desde 900-500 se vieron rodeados por la cultura celta. Incluso son mencionados sumándose al rey galo Beloveso en su migración hacia Italia en el siglo VI a. C. Desde mediados del siglo III a. C. se ve una mayor intensidad de influencia celta en el registro arqueológico, y para la época de Estrabón eran considerados una "raza mixta" entre galos y ligures (celtoligures). Este proceso de etnogénesis generó a los saluvios como confederación tribal.
Su cercanía a Marsella hizo que los conflictos con los griegos fueran frecuentes. La ciudad de Arlés, antigua localidad griega, fue conquistada por los saluvios en el siglo VI a. C. mientras que el oppidium saluvio de Arquet muestra signos de un final violento.
Durante la segunda guerra púnica se sumaron a ínsubres, cenómanos y boyos en el apoyo a Amílcar Barca en un ataque a Platentia mientras Marsella apoyaba a los romanos. En 154 a. C. constan guerras entre Marsella y los Oxybii (del valle del Argens) y los Decietes (o Deciates), llamados por Livio ligures transalpinos y por ello a veces considerado dos subtribus de los saluvios. Roma, aliada de Marsella, envió al cónsul Quinto Opimio para desactivar la situación.
Son mencionados en diversas fuentes antiguas (Tito Livio, Apiano, Polibio) que dicen que entraron en conflicto con los romanos como consecuencia de la agresión a Massilia en el año 125 a. C. La ciudad, colonia focese, era aliada de los romanos desde antiguo y pidieron ayuda a Roma, que enviaron al cónsul Marco Fulvio Flaco. Este los derrotó y triunfó sobre ellos, abriendo la colonización romana de la zona (Gallia narbonense). Los romanos bajo el cónsul Cayo Sexto Calvino establecieron en 125 a. C. colonia romana de en el oppidum de Aquae Sextiae, actual Aix en Provence. El rey de los saluvios Tutomotulo (o Teutomalius), buscó refugio entre los alóbroges lo que dio a los romanos el pretexto para continuar la guerra en la Galia. Los saluvios desaparecen de las crónicas a continuación.

## Yacimientos
- Valle del Arc

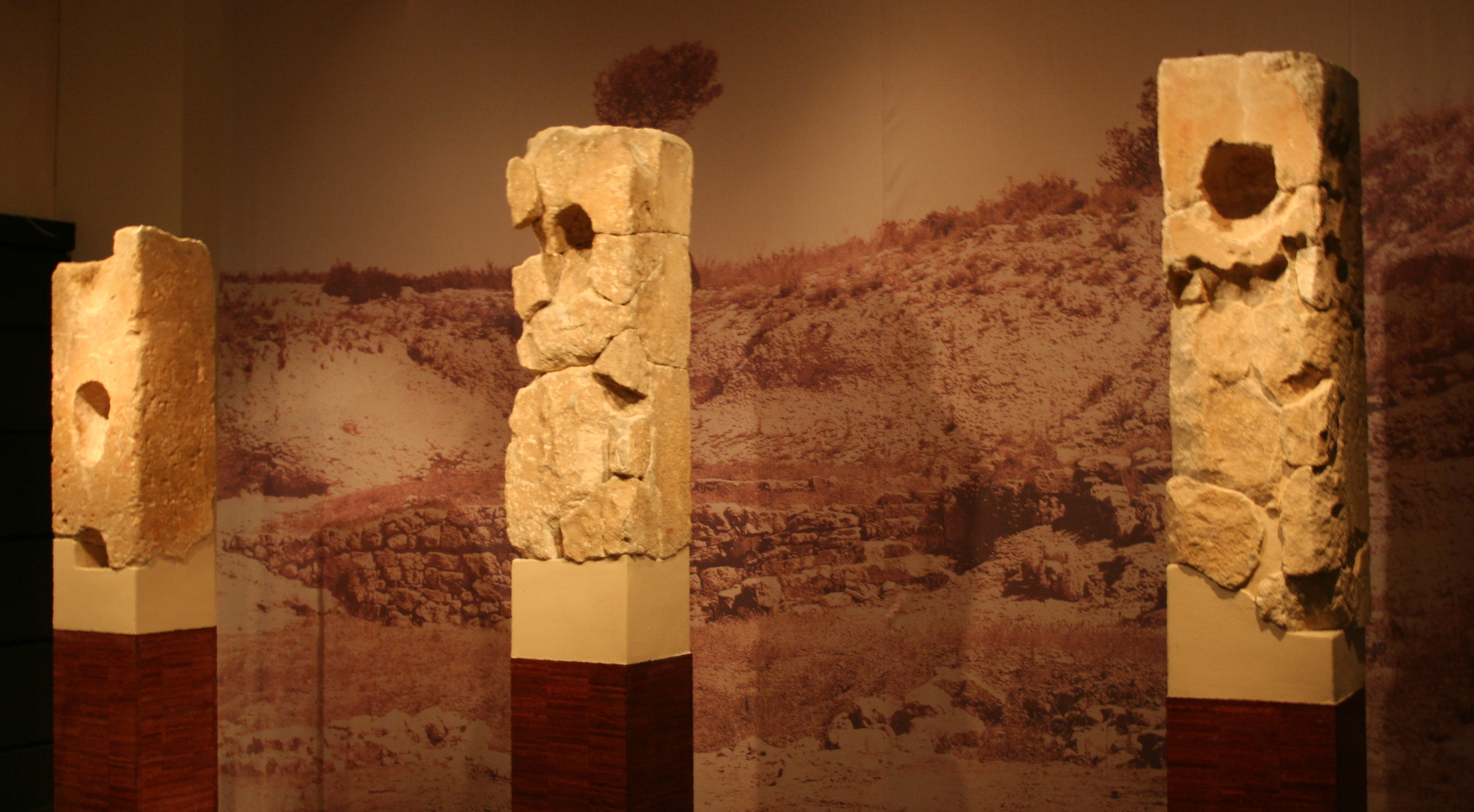
Roquepertuse. Pilares del pórtico con orificio para apoyar grúas. Siglos II- III a. C. Museo de arqueología mediterránea en Marsella.

  - Oppidum de Entremont, (comuna de Aix-en-Provence)
  - Oppidum « Camp de Marius », (comuna de Ventabren junto al Acueducto de Roquefavour
  - Roquepertuse, tradicionalmente considerado (comuna de Velaux)
  - Oppidum des Tritolii, (comuna de Lambesc) (oppidum y lugar de culto)
- Macizo de los Alpilles
  - Glanum o Glanon, (comuna de Saint-Rémy-de-Provence), de los glanicos
- Marsella
- oppidum de la Cloche (comuna de Pennes-Mirabeau)
- oppidum del Baou roux (comuna de Bouc-Bel-Air)
- Laguna de Berre
  - Martigues (barrio de la isla), de los avatico.
  - hábitat protohistórico de Saint-Pierre-les-Martigues
  - Marignane, hábitat protohistórico de Notre-Dame-de-Pitié
  - hábitat protohistórico de l'Arquet
  - hábitat protohistórico de Tamaris
  - Oppidum de Saint-Blaise (comuna de Saint-Mitre-les-Remparts)
  - yacimiento de Constantine (comuna de Lançon-Provence)
- Valle del Verdon y Alta Provenza
- Riez, de los Riei (Alpes-de-Haute-Provence)
- Ouest varois
  - oppidum de la Courtine (Ollioules)
  - oppidum du Gaou (Sanary-sur-Mer)